# Liebenberger Bruch
Das Naturschutzgebiet Liebenberger Bruch liegt auf dem Gebiet der Gemeinde Löwenberger Land im Landkreis Oberhavel in Brandenburg.
Das Gebiet mit der Kenn-Nummer 1399 wurde mit Verordnung vom 17. Mai 1992 unter Naturschutz gestellt. Das rund 291 ha große Naturschutzgebiet erstreckt sich südöstlich von Liebenberg. Am nordwestlichen Rand und nördlich verläuft die B 167, nördlich auch die B 109.

## Siehe auch

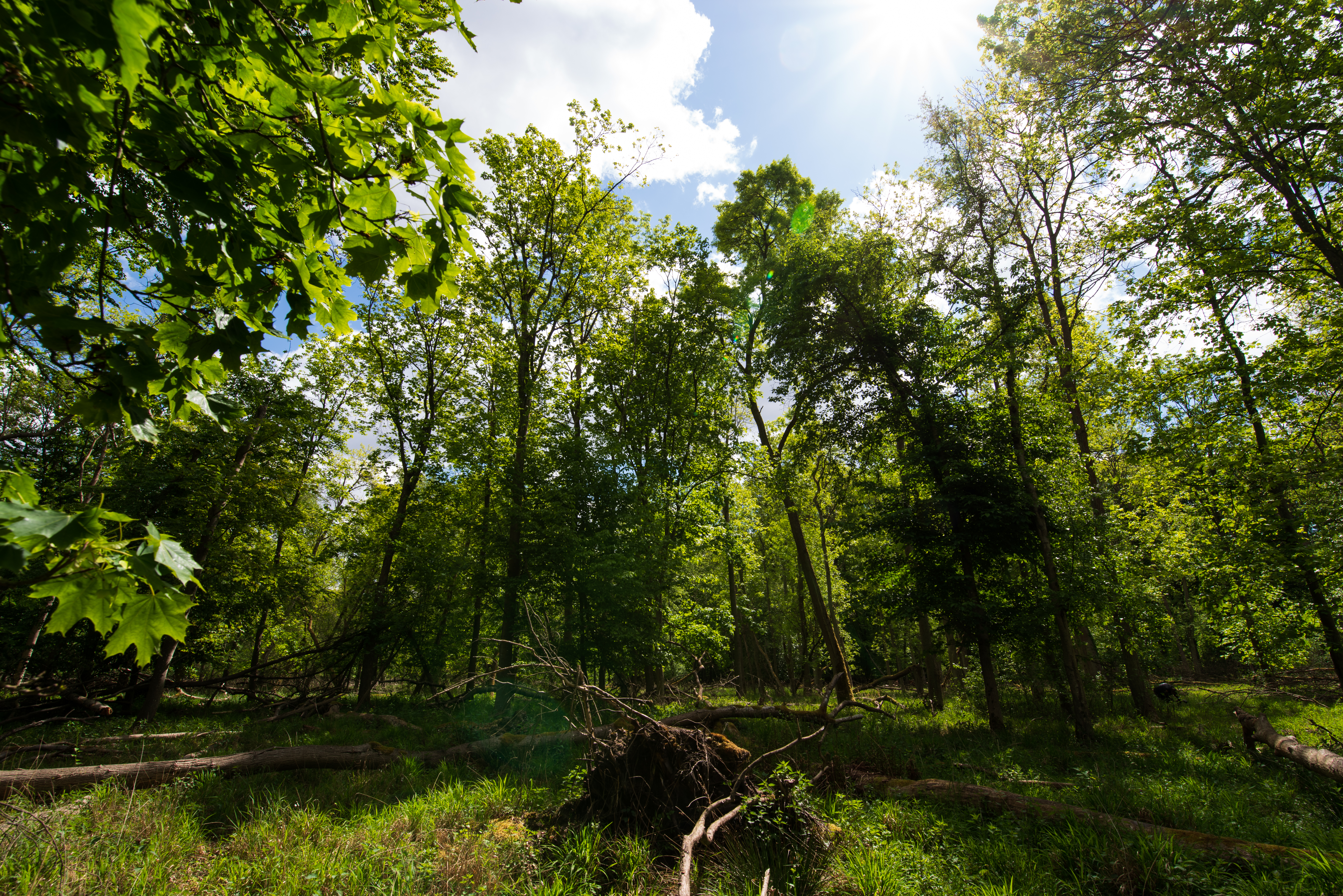
Lichtung im Liebenberger Bruch mit Sturmholz.

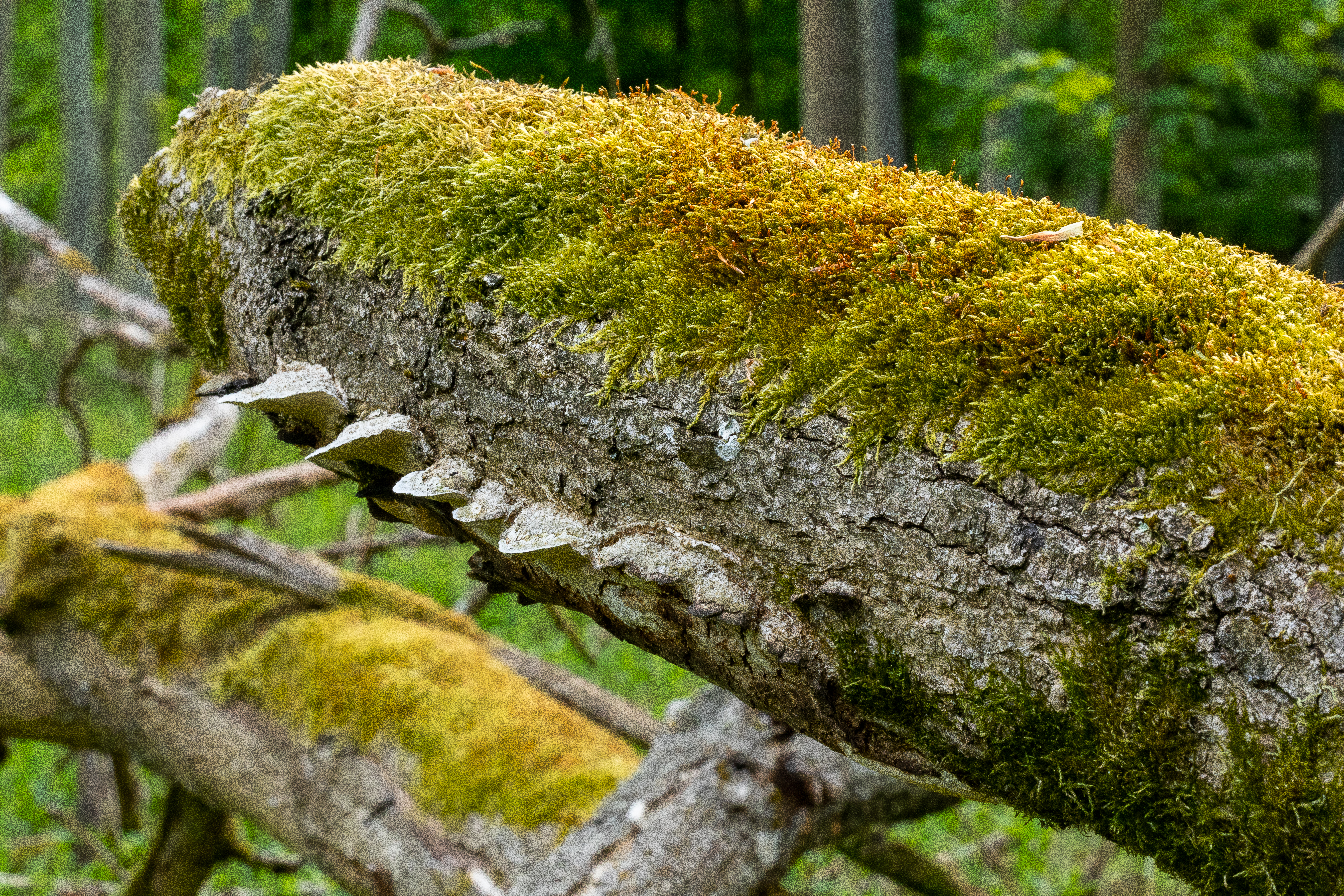
Windbruch im Liebenberger Bruch. Ein Baumpilz wächst an einem Sturmholz.